# Ото IV (Текленбург)
Вижте пояснителната страница за други личности с името Ото IV.
Ото IV фон Текленбург (на немски: Otto IV von Tecklenburg; * ок. 1270; † 3 май 1307) от род Бентхайм е от 1285 до 1307 г. граф на Текленбург-Ибенбюрен.

## Произход
Той е син на граф Ото III фон Текленбург († 1285) и съпругата му Рихардис фон Марк († 1277), дъщеря на граф Енгелберт I фон Марк. Внук е на граф Ото II фон Бентхайм-Текленбург († сл. 1279).

## Фамилия
Ото IV се жени ок. 1296 г. за Беатрикс фон Ритберг (* ок. 1275; † 1312/25), дъщеря на граф Фридрих I фон Ритберг и Беатрикс фон Хорстмар. Те имат децата:
- Рихардис (* ок. 1290; † ок. 1326), наследничка на Текленбург, омъжена за граф Гунцелин VI граф на Шверин († 1327)
- Ото V (1301 – 1328), граф на Текленбург, женен през 1316 г. за Кунигунда ван Дале, дъщеря на граф Вилем ван Дале и съпругата му Рихарда фон Арнсберг